# Hyperomyzus nabali
Hyperomyzus nabali är en insektsart som först beskrevs av Oestlund 1886.  Hyperomyzus nabali ingår i släktet Hyperomyzus och familjen långrörsbladlöss. Inga underarter finns listade i Catalogue of Life.